# Фридрих V фон Тогенбург
Фридрих V фон Тогенбург (на немски: Friedrich V von Toggenburg; † 19 февруари 1364) е граф на Тогенбург (1315 – 1364) в кантон Санкт Гален, Швейцария.

## Произход
Той е вторият син на граф Фридрих IV фон Тогенбург, господар на Вилденбург († 15 ноември 1315 при Моргартен) и съпругата му Ита фон Фробург († 1328), граф Вернер I фон Хомберг-Фробург († 1273) и Кунигунда († 20 септември). Внук е на граф Фридрих III фон Тогенбург († 1309) и графиня Клемента фон Верденберг († 1282).
Брат е на граф Дитхелм V фон Тогенбург († 21 септември 1337 в битка при Гринау), женен ок. 1324 г. за Аделхайд фон Грисенберг († 1371), която пр. 1341 г. се омъжва втори път за граф Конрад III фон Фюрстенберг-Вартенберг, ландграф в Баар († 1370).

## Фамилия
Фридрих V фон Тогенбург се жени 1323 г. (разрешение от папата от 3 октомври 1336, 23 април 1337) за Кунигунда фон Фац († 6 февруари 1364), дъщеря на Донат фон Фац († 1337/1338) и Гуота фон Оксенщайн († сл. 1355). Папа Бенедикт XII разрешава да се оженят. Те имат десет деца:
- деца (* пр. 1352 – ?)
- Ида фон Тогенбург († 26 януари 1399), омъжена I. пр. 12 май 1360 г. за граф Рудолф III фон Хоенберг († пр. 30 ноември 1389), II. пр. 1392 г. за граф Хайнрих V фон Верденберг-Зарганс († 26 януари 1397, Фелдкирх).
- Маргарета фон Тогенбург († пр. 1367), омъжена за Улрих Брун II фон Рецюнс († сл. 1415)
- Георг фон Тогенбург (* пр. 1353; † 16 ноември 1361)
- Фридрих VI фон Тогенбург (* пр. 1349; † 14 февруари 1375)
- Донат фон Тогенбург (* пр. 1353; † 7 ноември 1400), граф на Тогенбург, женен за Агнес фон Хабсбург-Лауфенбург († сл. 1425), дъщеря на граф Йохан IV фон Хабсбург-Лауфенбург († 1408) и Агнес фон Хоен-Ланденберг († сл. 1431)
- Крафт IV фон Тогенбург (* пр. 1349; † 1368, Берн)
- Дитхелм VI фон Тогенбург (* 1353; † 27 декември 1385), граф на Тогенбург, женен за Катарина фон Верденберг и Хайлигенберг († 1395), дъщеря на граф Албрехт II фон Верденберг-Хайлигенберг († 1371/1373) и Агнес фон Нюрнберг († 1363)
- Юлиана фон Тогенбург
- Анастасия фон Тогенбург

От друг брак или връзка (ок. 1335) той има един син:
- Хайнрих фон Тогенбург († сл. 1327)